# Winterbach (Schwaben)
Winterbach ist eine Gemeinde im schwäbischen Landkreis Günzburg in Bayern. Sie ist Mitglied der Verwaltungsgemeinschaft Haldenwang.

## Geographie

### Lage

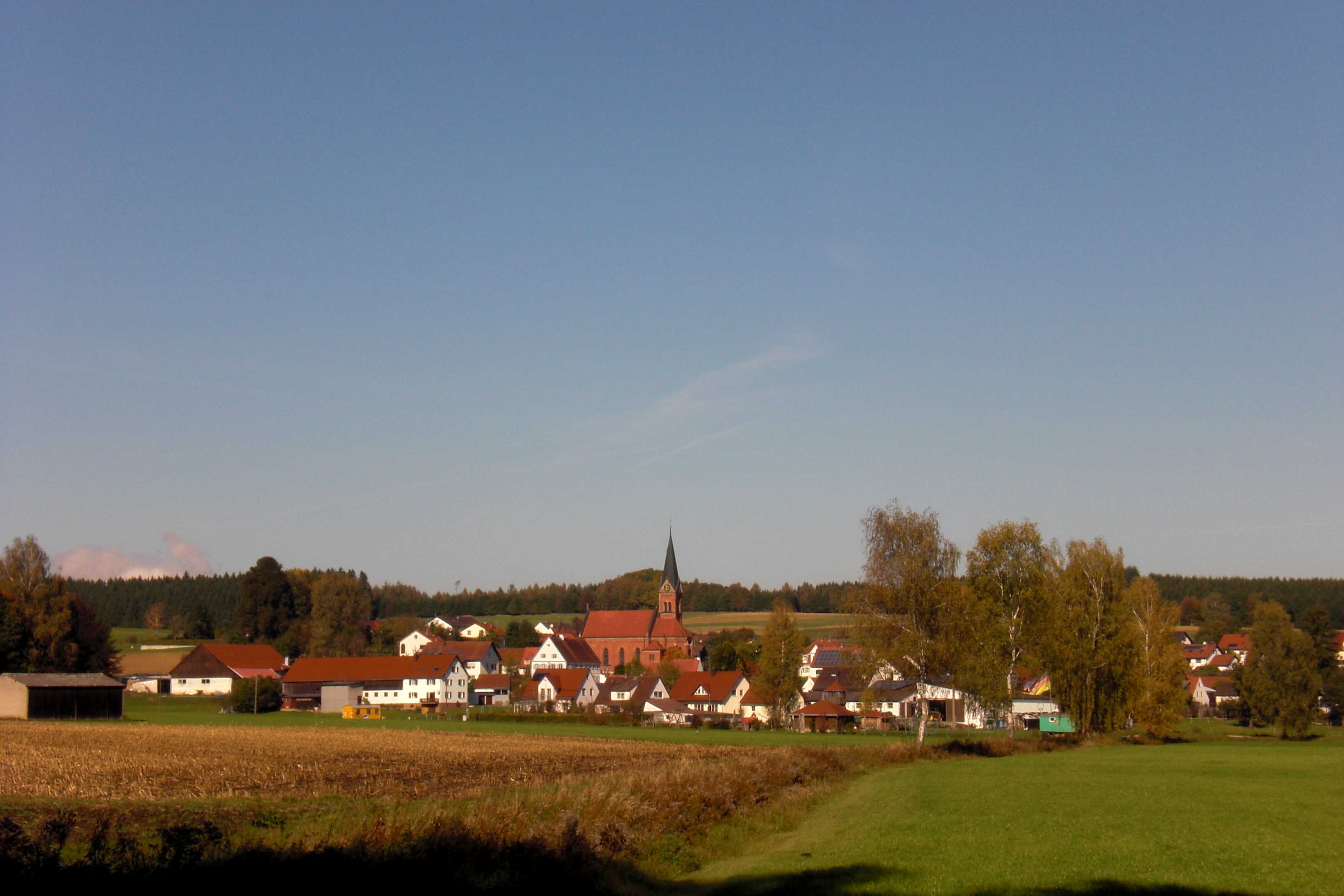
Blick auf Winterbach

Winterbach liegt in der Region Donau-Iller im nordöstlichen Teil des Landkreises Günzburg im Holzwinkel im Naturpark Augsburg-Westliche Wälder. Das Gemeindegebiet wird von Süden nach Norden von der Glött durchflossen, der von Westen her am Rande des namengebenden Hauptortes der Gemeinde der Wallerbach und beim Dorf Waldkirch der Flosserlohbach zulaufen. Die offene Gemeindeflur beidseits des Flusstals ist im Westen und vor allem im Osten von größeren Waldgebieten eingerahmt. Der mit etwa 514 m ü. NHN höchste Punkt im Gemeindegebiet liegt im Wald an dessen Südosteck, der niedrigste am Ausfluss der Glött im Norden auf etwa 411 m ü. NHN.

### Gemeindeteile
Es gibt 6 Gemeindeteile (in Klammern ist der Siedlungstyp angegeben):
- Delkenmühle (Einöde)
- Eisingerhof (Einöde)
- Rechbergreuthen (Kirchdorf)
- Waldkirch (Kirchdorf)
- Waldkircher Mühle (Einöde)
- Winterbach (Pfarrdorf)

### Geologie
Auf dem überwiegenden Teil des Gemeindegebietes steht Obere Süsswassermolasse an, die größeren Höhen darum herum sind bedeckt von älteren Deckenschottern, die bis zur Günz-Kaltzeit abgelagert wurden. Ganz am Ostrand liegt darüber noch Lössderivat aus jüngerer äolischer Sedimentation.

## Geschichte

### Bis zur Gründung der Vorläufergemeinden
Winterbach wurde erstmals im 11. Jahrhundert urkundlich erwähnt und gehörte den Grafen Fugger-Glött als Teil der Herrschaft Glött. Mit der Rheinbundakte 1806 kam das Gebiet zum Königreich Bayern. Die drei Holzwinkeldörfer Winterbach, Waldkirch und Rechbergreuthen wurde durch das bayerische Gemeindeedikt von 1818 selbstständige Gemeinden.

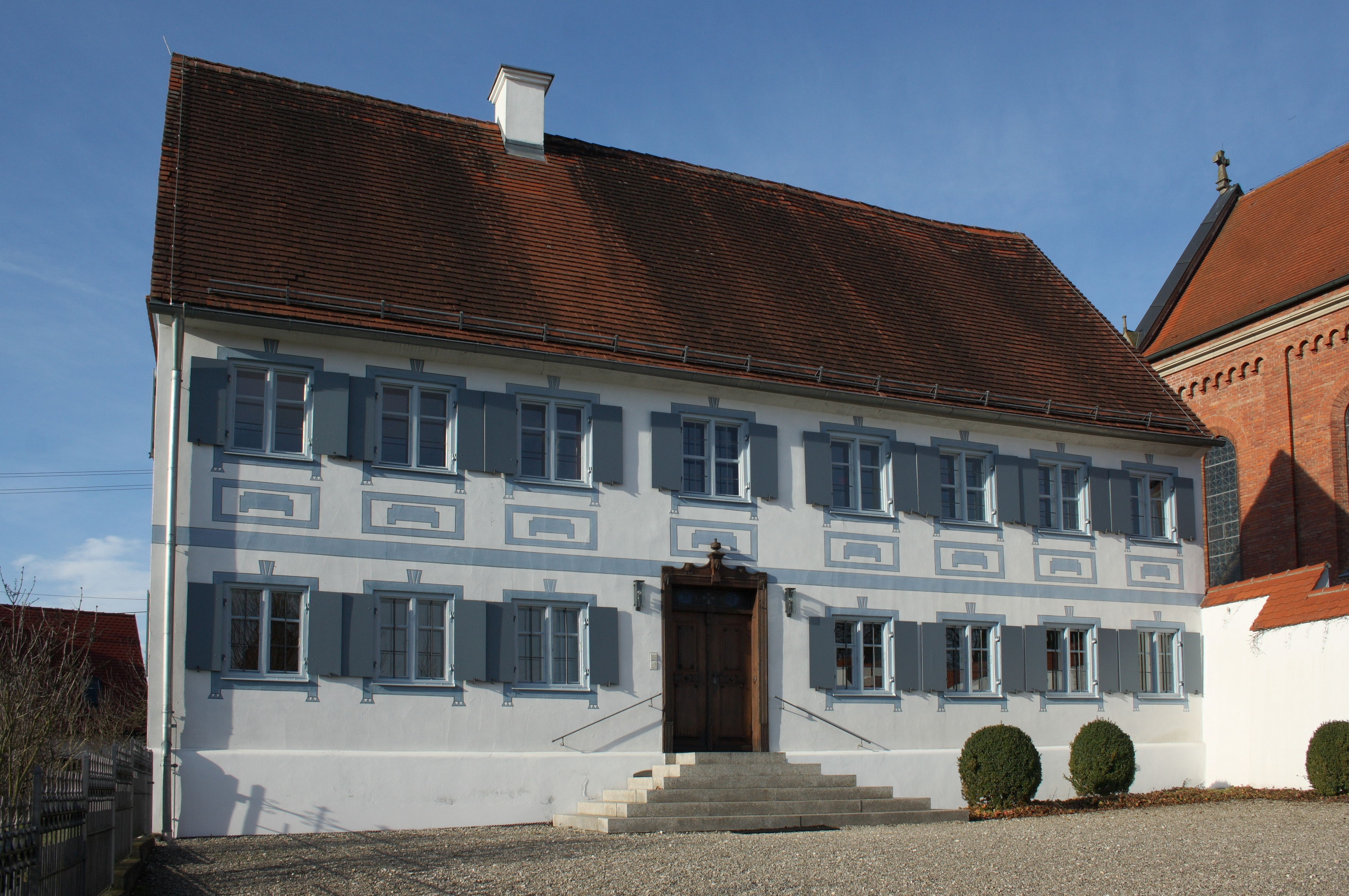
Winterbach Pfarrhaus

### Fusion
Die heutige Gemeinde Winterbach entstand am 1. Juli 1972 durch einen freiwilligen Zusammenschluss der Gemeinden Rechbergreuthen, Waldkirch und Winterbach.

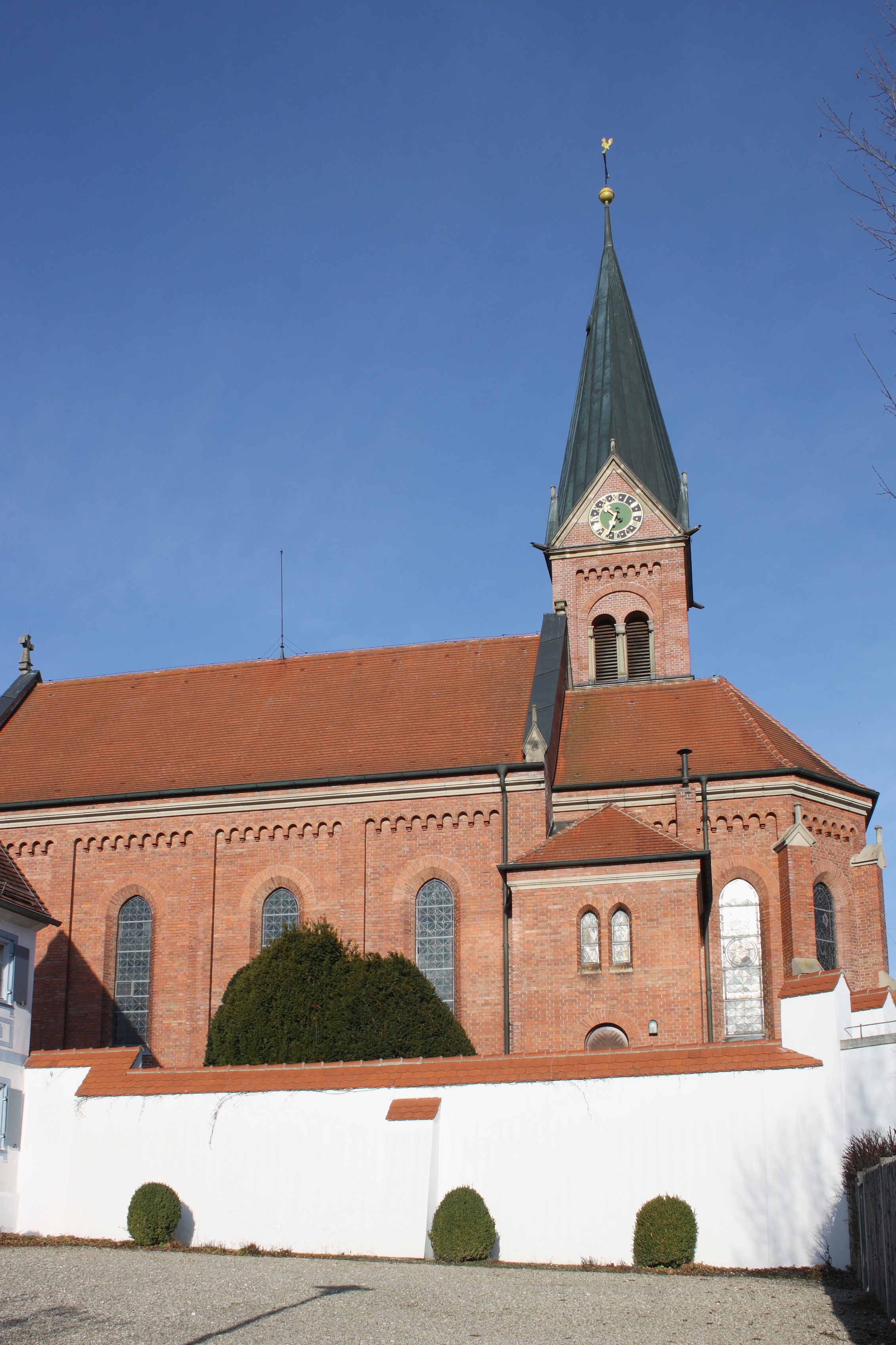
Pfarrkirche St. Gordian und Epimach in Winterbach

### Einwohnerentwicklung
- 1961: 808 Einwohner, davon 236 in Rechbergreuthen, 292 in Waldkirch und 280 in Winterbach
- 1970: 778 Einwohner, davon 198 in Rechbergreuthen, 293 in Waldkirch und 287 in Winterbach
- 1987: 653 Einwohner
- 1991: 750 Einwohner
- 1995: 780 Einwohner
- 2000: 781 Einwohner
- 2005: 807 Einwohner
- 2010: 826 Einwohner
- 2015: 759 Einwohner

Zwischen 1988 und 2018 wuchs die Gemeinde von 687 auf 734 um 47 Einwohner bzw. um 6,8 %.

## Religion

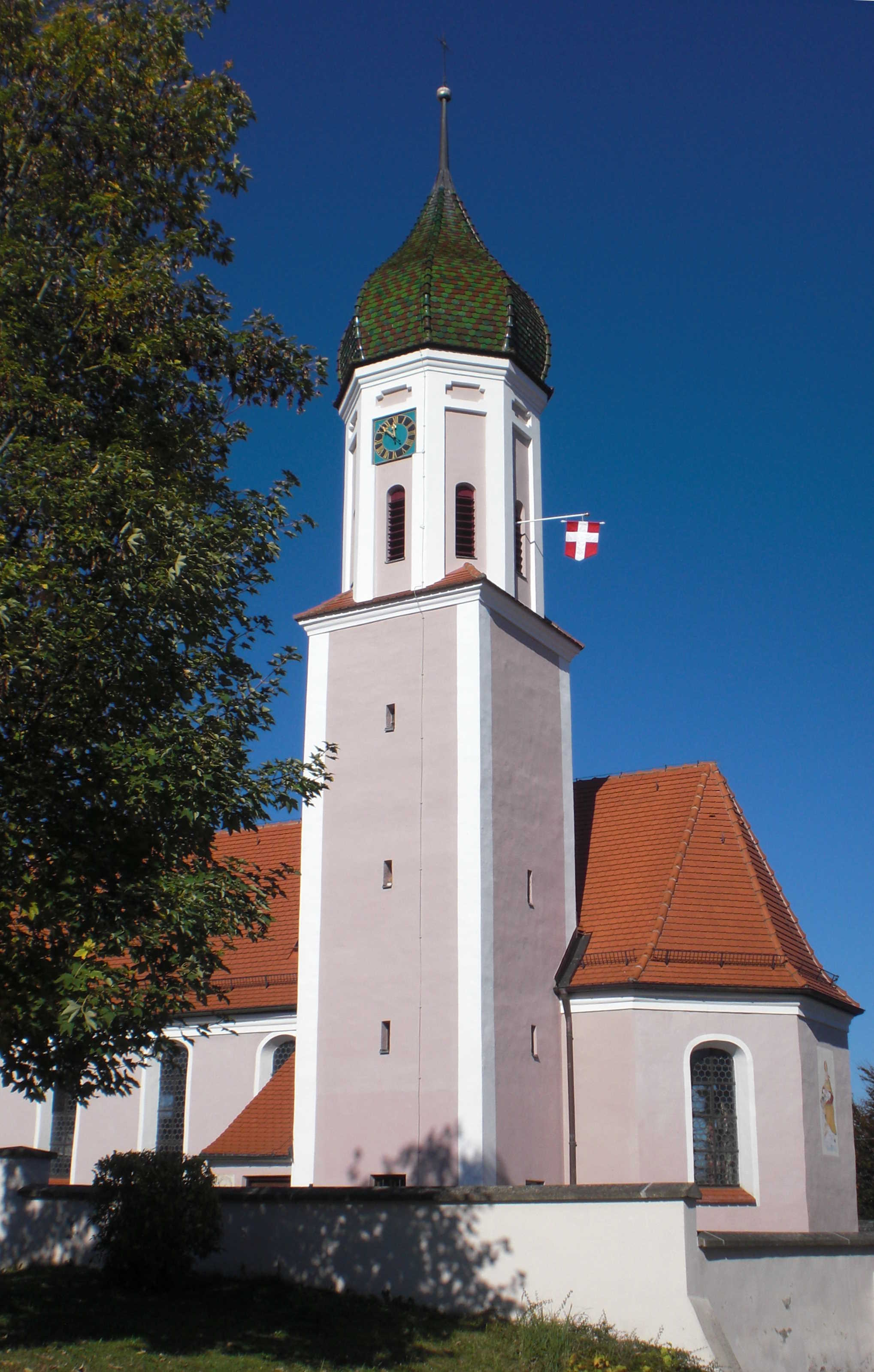
Rechbergreuthen St. Nikolaus

In Winterbach steht die 1888 erbaute katholische Pfarrkirche St. Gordian und Epimach, in Rechbergreuthen die katholische Pfarrkirche St. Nikolaus und in Waldkirch die katholische Pfarr- und Wallfahrtskirche Mariä Schmerzen.

## Politik

### Gemeinderat
Der Gemeinderat hat acht Mitglieder. Bei den Kommunalwahlen am 15. März 2020 verteilten sich diese – unverändert wie in der Amtszeit 2014 bis 2020 – auf folgende Listen:
- Wählervereinigung Waldkirch: 3 Sitze (40,5 %)
- Wählervereinigung Winterbach: 3 Sitze (36,7 %)
- Wählervereinigung Rechbergreuthen: 2 Sitze (22,8 %)

### Bürgermeister
Erster Bürgermeister ist seit 1. Mai 2020 Reinhard Schieferle; dieser wurde von allen drei örtlichen Wählergruppen nominiert und erreichte 97,7 % der Stimmen. Seine Vorgänger waren
- Karl Oberschmid (Wählervereinigung Waldkirch) von 2008 bis 2020.
- Josef Schieferle von Oktober 1980 bis April 2008.[5]

### Wappen
|  | Blasonierung: „Über einer gesenkten eingeschweiften silbernen Spitze, darin silber-blaues Eisenhutfeh in drei Reihen, gespalten; vorne geteilt von Blau und Rot, belegt mit einem schräggekreuzten gestürzten silbernen Schwert und einem silbernen Bischofsstab, hinten geteilt von Silber und Rot, belegt mit einem gekrönten Löwen in verwechselten Farben.“ |
|  | |

## Bodendenkmäler
Im Gemeindegebiet gibt es einige Bodendenkmale. Die ältesten zwei stammen aus der Vorgeschichte und liegen auf der Nordgrenze des Gemeindegebietes: Ein Brandgräberfeld aus der Urnengräberzeit nördlich von Waldkirch und ein Grabhügel am Waldrand östlich des Eisingerhofes. Westlich von Waldkirch gab es im Flosserlohtal in der römischen Kaiserzeit eine Siedlung. Aus dem Mittelalter stammen ein großer Burgstall mit erhaltenen Wallresten östlich über Winterbach im Wald und ein kleinerer im Dorfbereich nördlich der Kirche. Weitere Bodenfunde wurden im Ortsbereich von Waldkirch und Rechbergreuthen gemacht.

## Wirtschaft und Bildung

### Wirtschaft
2022 gab es 56 sozialversicherungspflichtig Beschäftigte am Arbeitsort, 344 sozialversicherungspflichtig Beschäftigte am Wohnort und 6 Arbeitslose. Im verarbeitenden Gewerbe und im Bauhauptgewerbe gab es keine Betriebe. Es bestanden im Jahr 2020 16 landwirtschaftliche Betriebe mit einer landwirtschaftlich genutzten Fläche von 588 ha.

### Bildung
In der Gemeinde gibt es seit 1990 im ehemaligen Schulhaus ein Kindergarten.

### BayernAtlas („BA“)
Amtliche Online-Gewässerkarte mit passendem Ausschnitt und den hier benutzten Layern: Gemeindegebiet von Winterbach

Allgemeiner Einstieg ohne Voreinstellungen und Layer: BayernAtlas der Bayerischen Staatsregierung (Hinweise)
1. ↑  Höhe abgefragt auf dem BayernAtlas (Rechtsklick).
2. ↑  Geologie nach der Geologischen Karte 1:500.000 auf dem BayernAtlas.
3. ↑  Bodendenkmale nach der Layer gleichen Namens.

### Andere
1. ↑  Gemeinden, Kreise und Regierungsbezirke in Bayern, Einwohnerzahlen am 31. Dezember 2024; Basis Zensus 2022 (Hilfe dazu)
2. ↑  Gemeinde Winterbach in der Ortsdatenbank der Bayerischen Landesbibliothek Online. Bayerische Staatsbibliothek, abgerufen am 22. August 2019.
3. ↑  Gemeinde Winterbach, Liste der amtlichen Gemeindeteile/Ortsteile im BayernPortal des Bayerischen Staatsministerium für Digitales, abgerufen am 11. Dezember 2021.
4. ↑  Wilhelm Volkert (Hrsg.): Handbuch der bayerischen Ämter, Gemeinden und Gerichte 1799–1980. C. H. Beck, München 1983, ISBN 3-406-09669-7, S. 476.
5. ↑   (Seite nicht mehr abrufbar, festgestellt im Februar 2024. Suche in Webarchiven)  Info: Der Link wurde automatisch als defekt markiert. Bitte prüfe den Link gemäß Anleitung und entferne dann diesen Hinweis.
6. ↑  Wappen von Winterbach in der Datenbank des Hauses der Bayerischen Geschichte
7. ↑  Statistik kommunal 2023. Bayerisches Landesamt für Statistik, abgerufen am 24. Juli 2025.
8. ↑  Website der Gemeinde Winterbach (Memento des Originals vom 18. Juli 2011 im Internet Archive)  Info: Der Archivlink wurde automatisch eingesetzt und noch nicht geprüft. Bitte prüfe Original- und Archivlink gemäß Anleitung und entferne dann diesen Hinweis., winterbach.bnv-gz.de, abgerufen am 19. März 2017, (Unterpunkt Bildung).